# Jonathan Hill, baron Hill
Jonathan Hopkin Hill, baron Hill av Oareford, född 24 juli 1960, är en brittisk konservativ politiker. Han var EU-kommissionär med ansvar för finansiell stabilitet, finans- och kapitalmarknader i kommissionen Juncker 2014-2016. 
Hill har varit lobbyist, PR-konsult samt rådgivare åt Kenneth Clarke och premiärminister John Major. Han tilldelades kommendörstecknet av brittiska imperieorden 1995. Den 27 maj 2010 tilldelades han icke ärftlig pärsvärdighet med titeln ”Baron Hill of Oareford, of Oareford, in the County of Somerset”, och introducerades i brittiska parlamentets överhus samma dag.
Han var understatssekreterare (Parliamentary Under-Secretary of State) i brittiska Utbildningsdepartementet 2010-2013 och därefter ledare i överhuset och kansler för hertigdömet Lancaster 2013–2014. Den 15 juli 2014 nominerade Storbritanniens regering Lord Hill till EU-kommissionär och entledigade honom från ministeruppdraget. I november 2014 tillträdde han som EU-kommissionär med ansvar för finansiell stabilitet, finans- och kapitalmarknader. Han avgick som EU-kommissionär 2016 till följd av folkomröstningen om Storbritanniens medlemskap i EU.